# Café cold brew
Le café cold brew, également appelé café infusé à froid, extrait à l'eau froide ou pressé à froid, est un café résultant du processus d'infusion du café moulu dans de l'eau à température ambiante pendant une période prolongée. Les grains grossièrement moulus sont trempés dans l'eau pendant environ 12 à 24 heures,.

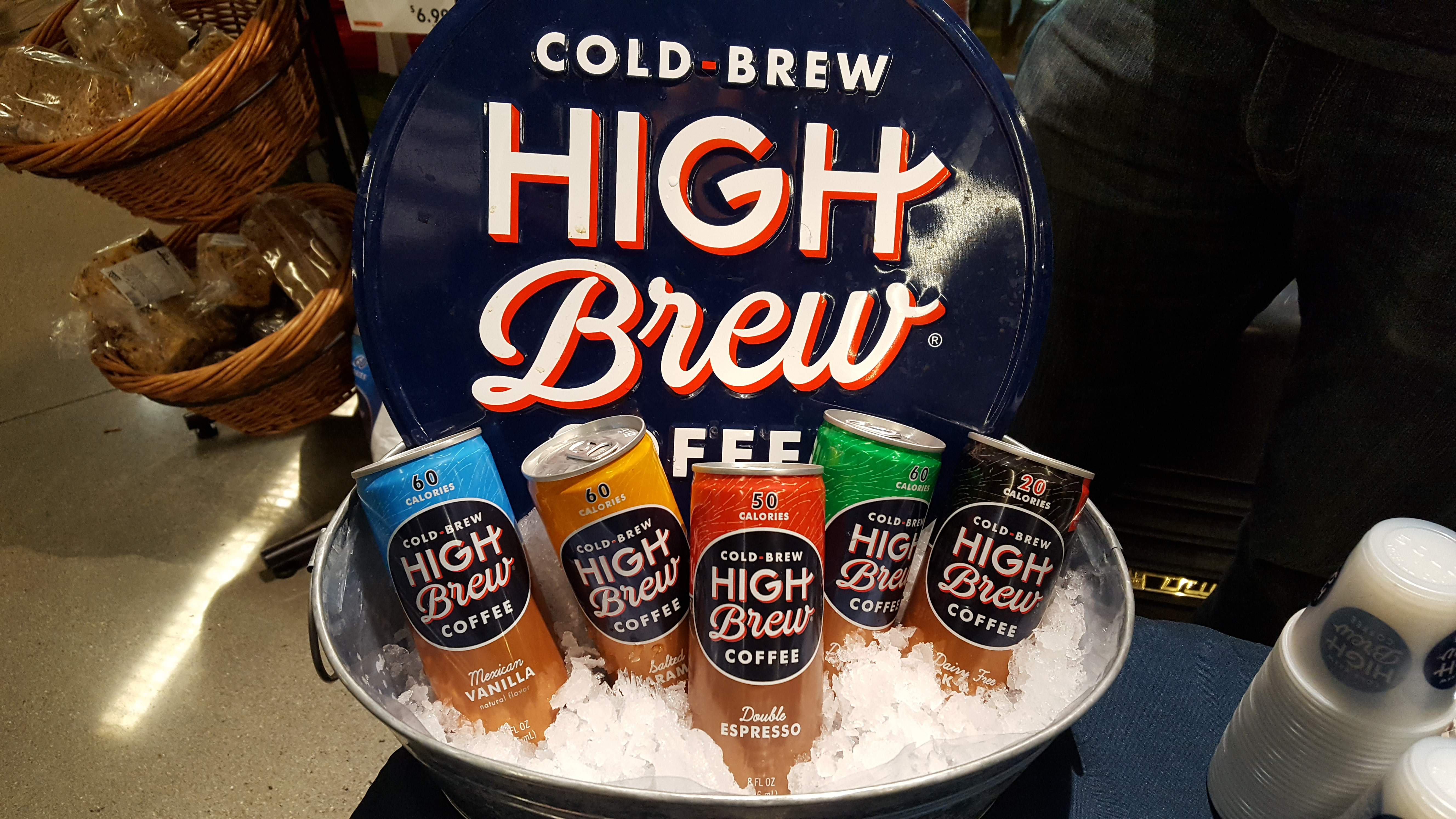
Une affiche de cafés cold brew dans un supermarché

L'eau est normalement conservée à une température ambiante, mais de l'eau froide peut également être utilisée. Une fois le café moulu infusé, il est filtré à l'aide d'un Filtre à café, d'un tamis métallique fin (par exemple dans une cafetière à piston) ou d'un feutre. Le résultat est un concentré de café qui est dilué avec de l'eau ou du lait, et parfois même servi chaud, mais souvent froid, sur glace ou mixée avec de la glace et d'autres ingrédients tels que du chocolat.

## Histoire
Le café infusé à froid est originaire du Japon, où il constitue une méthode traditionnelle de préparation du café depuis des siècles. Le café cold brew à infusion lente, également connue sous le nom de Kyoto-style ou de café hollandais en Asie de l'Est (d'après le nom des espèces de café apportées en Asie par les Néerlandais), fait référence à un processus dans lequel l'eau tempérée coule, goutte à goutte, à travers du café moulu pendant plusieurs heures.

## Goût
Le café moulu utilisé dans le café cold brew n'entrant jamais en contact avec de l'eau chauffée, le processus d'extraction des arômes du café produit un profil chimique différent des méthodes de préparations conventionnelles,. Les grains de café contiennent un certain nombre de composants plus solubles à des températures élevées, comme la caféine, les huiles et les acides gras. Cependant, une infusion à une température basse pendant 24 heures entraîne une teneur en caféine plus élevée que lorsqu'elle est infusée à chaud à volume égal pendant six minutes à 98 °C. Le pH du café infusé à froid et à chaud est similaire, mais le café infusé à froid a une concentration d'acide titrable (en) plus faible. Le pH et l’acidité titrable influencent le goût.